# Alain Santamaría
Pour les articles homonymes, voir Santamaria (homonymie).
Alain Santamaría Blanco, né le 5 avril 1993 à Ezcaray, est un coureur cycliste et coureur de fond espagnol spécialisé en skyrunning. Il est champion du monde de kilomètre vertical et de SkyMarathon 2024.

## Biographie
Alain Santamaría fait ses débuts en compétition en cyclisme sur route et rejoint l'équipe Quick Step Telco'm Gimex. Il remporte notamment l'Andra Mari Sari Nagusia en 2015. En 2016, il refuse une proposition d'intégrer l'équipe cycliste Caja Rural-Seguros RGA,. Il poursuit sa carrière dans son ancienne équipe et diversifie son activité sportive en s'essayant au vélo tout-terrain et au duathlon. Il se découvre un talent pour les épreuves de cross duathlon en montagne.
Entraîné par son ami Mario Repes, il s'essaie par la suite aux épreuves de skyrunning où il démontre de bons résultats. Il termine notamment troisième du kilomètre vertical de Zegama-Aizkorri en 2019. Il délaisse par la suite le cyclisme pour se concentrer exclusivement sur ce sport.
Il se révèle sur la scène internationale du skyrunning en 2023. En juillet, il prend part aux championnats d'Europe de skyrunning à Gusinje. Sur l'épreuve du kilomètre vertical, il se retrouve dans le groupe de tête aux côtés de son compatriote José Antonio Bellido. Il voit ensuite le Français Louison Coiffet se détacher seul en tête pour aller remporter le titre. Alain Santamaría se retrouve à la lutte avec le Français Louis Dumas pour la seconde place mais s'incline pour une seconde,. Deux jours plus tard, il effectue une solide course sur la SkyRace, talonnant l'Italien Lorenzo Beltrami. Il se fait ensuite doubler par le Suédois Martin Nilsson, auteur d'une impressionnante remontée. Alain Santamaría décide alors d'assurer la médaille de bronze. Grâce à ses deux troisièmes places, il remporte de plus la médaille d'argent au classement du combiné. Le 17 septembre, il s'élance comme favori aux championnats d'Espagne de kilomètre vertical à Villanúa. Il assume son rôle et domine la course pour s'imposer avec deux minutes d'avance sur son plus proche rival, Dimas Pereira.
Le 6 septembre 2024, il s'élance sur l'épreuve de kilomètre vertical lors des championnats du monde de skyrunning à Ágreda. Il talonne le tenant du titre Joseph DeMoor et parvient à accélérer en fin de course pour le doubler et s'emparer du titre. Deux jours plus tard, il prend le départ de l'épreuve du SkyMarathon courue dans le cadre du Desafío Urbión à Covaleda. Il court en tête aux côtés de Joseph DeMoor et Lorenzo Beltrami. À mi-parcours, il parvient à lancer son attaque et se détache seul en tête pour remporter son deuxième titre mondial. Grâce à ses victoires, il remporte de plus la médaille d'or du combiné.

## Palmarès en cyclisme
- 2009
  - 2e de l'Aiarako Bira
- 2014
  - 2e du Tour de Palencia
  - 2e du San Bartolomé Saria
- 2015
  - Andra Mari Sari Nagusia
  - 2e du Mémorial Sabin Foruria
  - 2e du Torneo Lehendakari
  - 3e du Trophée Eusebio Vélez
  - 3e de l'Udako Kriteriuma

## Palmarès en skyrunning
| no  | masculin           | Course                                                   | Longueur | Départ            | Temps           |
| --- | ------------------ | -------------------------------------------------------- | -------- | ----------------- | --------------- |
| 3e  | Médaille de bronze | Zegama-Aizkorri Kilómetro Vertical                       | 3 km     | 31 mai 2019       | 38 min 7 s      |
| 1re | Médaille d'or      | Garmin Epic Trail 24K                                    | 24 km    | 3 juillet 2022    | 2 h 46 min 50 s |
| 1re | Médaille d'or      | Gorbeia Suzien                                           | 31 km    | 8 octobre 2022    | 3 h 8 min 54 s  |
| 3e  | Médaille de bronze | Championnats d'Europe de skyrunning - Kilomètre vertical | 3,9 km   | 14 juillet 2023   | 38 min 26 s     |
| 3e  | Médaille de bronze | Championnats d'Europe de skyrunning - SkyRace            | 30 km    | 16 juillet 2023   | 3 h 20 min 57 s |
| 1re | Médaille d'or      | Desafío Urbión                                           | 37 km    | 10 septembre 2023 | 3 h 42 min 54 s |
| 1re | Médaille d'or      | Championnats d'Espagne de kilomètre vertical             | 6,2 km   | 17 septembre 2023 | 42 min 46 s     |
| 1re | Médaille d'or      | Gorbeia Suzien                                           | 31 km    | 23 septembre 2023 | 2 h 57 min 8 s  |
| 2e  | Médaille d'argent  | Olla de Núria                                            | 21,5 km  | 8 octobre 2023    | 2 h 13 min 16 s |
| 1re | Médaille d'or      | Skyrace du Mercantour                                    | 29,7 km  | 23 juin 2024      | 2 h 38 min 19 s |
| 1re | Médaille d'or      | Championnats du monde de skyrunning - Kilomètre vertical | 4,8 km   | 6 septembre 2024  | 40 min 56 s     |
| 1re | Médaille d'or      | Championnats du monde de skyrunning - SkyMarathon        | 37 km    | 8 septembre 2024  | 3 h 33 min 11 s |
| 2e  | Médaille d'argent  | KV El Gigante                                            | 5,5 km   | 19 février 2025   | 39 min 35 s     |
| 2e  | Médaille d'argent  | Transgrancanaria Half                                    | 21 km    | 20 février 2025   | 1 h 47 min 23 s |
| 1re | Médaille d'or      | Tahtalı Run To Sky                                       | 27 km    | 10 mai 2025       | 2 h 46 min 23 s |
| 1re | Médaille d'or      | Ibarra SkyRace                                           | 21,4 km  | 29 juin 2025      | 2 h 36 min 44 s |
| 3e  | Médaille de bronze | Cordillera Blanca SkyRace                                | 23 km    | 6 juillet 2025    | 2 h 7 min 36 s  |